# Amphiprion ephippium
Amphiprion ephippium, el pez payaso naranja ensillado es una especie de peces de la familia Pomacentridae, en el orden de los Perciformes.
Pertenecen a los denominados peces payaso, o peces anémona, y viven en una relación mutualista con anémonas Heteractis crispa, Entacmaea quadricolor y Stichodactyla spp.

## Morfología
Es totalmente de color naranja, y tiene una mancha negra distintiva cubriendo la parte posterior del cuerpo del animal, que en ejemplares adultos puede cubrir la mayor parte del cuerpo. Las aletas son todas naranjas, o amarillentas. Los juveniles carecen de mancha negra en el cuerpo, y tienen una banda blanca vertical separando cabeza y cuerpo, que pierden al madurar.
Cuenta con 10-11 espinas y 16-18 radios blandos dorsales; 2 espinas y 13-14 radios blandos anales.
Las hembras pueden llegar alcanzar los 14 cm de longitud total.

## Longevidad
Puede llegar a vivir hasta los 16 años.

## Reproducción
Es  monógamo y hermafrodita secuencial protándrico, esto significa que todos los alevines son machos, y que tienen la facultad de convertirse en hembras, cuando la situación jerárquica en el grupo lo permite, siendo el ejemplar mayor del clan el que se convierte en la hembra dominante, ya que se organizan en matriarcados.
Su género es algo fácil de identificar, ya que la hembra, teóricamente es la más grande del clan. Cuando ésta muere, el pequeño macho dominante se convierte en una hembra. El cambio de sexo lo consiguen cuando alcanzan 5,1 cm de longitud.
Son desovadores bénticos. Los huevos son demersales, de forma elíptica, y adheridos al sustrato. La reproducción se produce en cuanto comienza a elevarse la temperatura del agua, aunque, como habitan en aguas tropicales, se pueden reproducir casi todo el año. El macho prepara el lugar de la puesta, en un sustrato duro en la base de una anémona, y, tras realizar las maniobras del cortejo, espera a que la hembra fije los huevos allí, y los fertiliza. Posteriormente, agita sus aletas periódicamente para oxigenar los embriones, y elimina los que están en mal estado. 
Tras un periodo de 6-7 días, cuando los alevines se liberan, no reciben atención alguna de sus padres. Deambulan en aguas superficiales en fase larval durante 8 a 12 días, posteriormente descienden al fondo en busca de una anémona, y mutan a su coloración juvenil.

## Alimentación
Come pequeños invertebrados  planctónicos y  algas bénticas.

## Hábitat y comportamiento
Es un pez de mar, de clima tropical (15°N-11°S ),  y asociado a los  arrecifes de coral. Los adultos se encuentran en aguas costeras limosas y bahías protegidas, donde la visibilidad es a menudo reducida. Normalmente se ven en parejas.
Su rango de profundidad es entre 2-15 metros.
Viven en una relación mutualista con anémonas Heteractis crispa, Entacmaea quadricolor y Stichodactyla spp.

## Distribución geográfica
Se encuentra al este del Océano Índico: islas Andaman y Nicobar, Tailandia, Malasia e Indonesia ( Java y Sumatra), y en el mar de la China Meridional
Está presente en Andamán, Birmania, Brunéi, China, India, Indonesia, Malasia, Singapur, Tailandia y Vietnam. Estando pendiente de confirmar su presencia en Kenia y Seychelles.

## Observaciones
Puede ser criado en cautividad.